# Kruševljani
Kruševljani (cyr. Крушевљани) – wieś w Bośni i Hercegowinie, w Republice Serbskiej, w gminie Nevesinje. W 2013 roku liczyła 22 mieszkańców.